# Ice-T
Ice-T, pseudonimo di Tracy Lauren Marrow (Newark, 16 febbraio 1958), è un rapper, attore e produttore discografico statunitense.

## Biografia
Fu uno dei primi rapper a praticare lo stile gangsta rap, ed è inoltre ritenuto uno dei precursori del rap metal. I suoi testi, carichi di sessismo e violenza, descrivono le condizioni e la vita quotidiana del ghetto e delle bande urbane e svelano una realtà estremamente problematica nella quale vivono migliaia di persone, soprattutto neri, messi ai margini della società. Questa scrittura si accompagna spesso a collaborazioni musicali con diversi artisti, da The Bomb Squad a Jello Biafra.
Nato a Newark (New Jersey) il 16 febbraio 1958, è figlio di Solomon e Alice Marrow. Sua madre morì di infarto quando era ancora molto giovane, e, dopo la morte del padre, avvenuta alcuni anni dopo, decise di trasferirsi a Los Angeles da una zia, in un quartiere noto per i problemi di gang, prostituzione e droga. In questo periodo il suo scrittore preferito diventa Iceberg Slim, ex protettore di prostitute.
Mentre frequenta la Crenshaw High School, assume il soprannome Ice-T, traendo spunto proprio dal nome di Iceberg Slim: in questo periodo intrattiene amici e compagni di classe recitando a memoria interi brani dello scrittore. Dopo aver lasciato la scuola, nei primi anni ottanta, inizia a pubblicare una serie di singoli. Poi, nel 1984 i produttori della pellicola indipendente Breakin', gli chiedono di comparire davanti alla macchina da presa per rappare.
Stessa cosa nel 1984, nel successivo Breakin' 2: Electric Boogaloo. È l'inizio di una carriera che nel giro dei vent'anni successivi gli procurerà una cinquantina di ruoli tra film per il grande e piccolo schermo, oltre alla comparsa in un paio di serial televisivi. Fra questi ultimi, il più famoso è Law & Order - Special Victims Unit, la cui programmazione inizia nel 1999.
Nel 1987 firma un contratto con la casa discografica Sire Records con la quale debutta con l'album Rhyme Pays, album che si avvale della collaborazione di DJ Aladdin e del produttore Afrika Islam. Nel corso dello stesso 1987, Ice-T compone la canzone che fa da brano portante per la colonna sonora del film Colors.
Successivamente, nel 1988, pubblica l'album Power, dopo aver fondato una sua etichetta discografica. Il terzo lavoro giunge nel 1989 e si intitola The Iceberg, e presenta come sottotitolo: Freedom Of Speech... Just Watch What You Say. L'album è un attacco alla censura nei confronti dell'hip-hop.
Comincia anche la carriera di attore: nel 1991 recita infatti nel film New Jack City, la pellicola che attualizza la blaxploitation, diventando una nuova bandiera per i coloured. Inoltre partecipa alla colonna sonora del film, componendo il singolo, New Jack Hustler, brano portante del nuovo album, O.G.: Original Gangster, del 1991, e guadagnandosi la nomination ai Grammy Award.
Il suo quarto disco diventa il suo maggior successo commerciale e segna una nuova tappa nella sua personale evoluzione musicale: contiene infatti il brano Body Count, considerato un esperimento seminale di metal rap. Dopo il successo del brano e della band, pubblica, nel 1992, un intero album di metal rap insieme al suo gruppo: Body Count.
Il singolo Cop Killer solleva molte polemiche. La Time Warner Records all'inizio ha difeso il musicista, ma successivamente ha rescisso il contratto; alla base della rottura vi fu il rifiuto di Ice-T di sostituire la copertina del disco. Home Invasion esce nella primavera del 1993 per un'altra etichetta, la Priority Records, ma senza l'atteso successo.
Nel 1994 pubblica sia un libro che il secondo album dei Body Count, Born Dead; anche questi senza un grande successo e neanche il ritorno al gangsta rap, con VI: Return Of The Real (1996) e Seventh Deadly Sin (1999), migliora la situazione in modo significativo. Nel 2000 Ice-T forma insieme a Kool Keith gli Analog Brothers. Nello stesso anno pubblica il suo Greatest Hits: The Evidence. Nei mesi successivi prende forma un nuovo gruppo, insieme ai rapper della East Coast Smoothe Da Hustler e Trigger The Gambler: il nome è Sex, Money and Gunz.

## Discografia

### Con i Body Count
- 1992 - Body Count
- 1994 - Born Dead
- 1997 - Violent Demise: The Last Days
- 2006 - Murder 4 Hire
- 2014 - Manslaughter
- 2017 - Bloodlust
- 2020 - Carnivore

### Solista
- 1987 - Rhyme Pays
- 1988 - Power
- 1989 - The Iceberg/Freedom of Speech... Just Watch What You Say!
- 1991 - O.G. Original Gangster
- 1993 - Home Invasion
- 1996 - Ice-T VI: Return of the Real
- 1999 - The Seventh Deadly Sin
- 2006 - Gangsta Rap

### Collaborazioni
- 1994 - Motörhead - Bastards (voce nel brano Born To Raise Hell)
- 1994 - Pro-Pain - The Truth Hurts (voce nel brano Put the Lights Out)
- 1995 - Black Sabbath - Forbidden (voce nel brano The Illusion of Power)
- 2001 - Six Feet Under - True Carnage (voce nel brano One Bullet Left)
- 2003 - Slayer - Soundtrack to the Apocalypse (voce nel brano Disorder)
- 2022 - Megadeth -  The Sick, the Dying... and the Dead -  (voce nel brano Night Stalkers)

### Raccolte
- 1983 - Breaking And Entering (con The Radio Crew)
- 1988 - Rhyme Syndicate Comin' Through (con Rhyme $yndicate)
- 1991 - Havin a "T" Party
- 1993 - The Classic Collection
- 1996 - Cold as Ever
- 2000 - Greatest Hits: The Evidence
- 2000 - Pimp to Eat (con Analog Brothers)
- 2004 - Ice-T Presents Westside
- 2004 - Gang Culture
- 2005 - Montreux Jazz Festival 95
- 2008 - What Really Goes On
- 2014 - Greatest Hits

### Singoli
- 1984 - Breakin'
- 1985 - Breakin' 2: Electric Boogaloo
- 1985 - Rappin'
- 1991 - New Jack City
- 1991 - Ricochet
- 1992 - Why Colors?
- 1992 - Trespass
- 1993 - CB4
- 1993 - Who's the Man?
- 1993 - Gift
- 1994 - Surviving the Game
- 1995 - Tank Girl
- 1995 - Johnny Mnemonic
- 1996 - Frankenpenis
- 1997 - Below Utopia
- 1997 - Rhyme & Reason
- 1997 - Mean Guns
- 1997 - The Deli
- 1998 - Crazy Six
- 1998 - Pimps Up, Ho's Down
- 1999 - Sonic Impact
- 1999 - The Wrecking Crew
- 1999 - The Heist
- 1999 - Frezno Smooth
- 1999 - Judgment Day
- 1999 - Urban Menace
- 1999 - Stealth Fighter
- 1999 - Final Voyage
- 1999 - Jacob Two Two Meets the Hooded Fang
- 1999 - Corrupt
- 2000 - Gangland
- 2000 - Leprechaun in the Hood
- 2000 - Luck of the Draw
- 2000 - The Alternate
- 2001 - Kept
- 2001 - Stranded
- 2001 - Crime Partners 2000
- 2001 - 3000 Miles to Graceland
- 2001 - Point Doom
- 2001 - Deadly Rhapsody
- 2001 - 'R Xmas
- 2001 - Guardian
- 2001 - Tara
- 2001 - Ticker
- 2001 - Out Kold
- 2001 - Ablaze
- 2001 - Air Rage
- 2001 - Porn Star: The Legend of Ron Jeremy
- 2002 - On the Edge
- 2002 - Stranded
- 2002 - Big Pun Still Not a Player
- 2003 - Beef
- 2003 - Cwalk: It's a Way of Livin
- 2003 - Tupac: Resurrection
- 2003 - Crime Partners
- 2004 - Lexie
- 2004 - Up In Harlem
- 2004 - Beef II
- 2005 - Tracks
- 2005 - Fuck
- 2006 - Copy That
- 2007 - Apartment 309
- 2008 - A Family Underground
- 2009 - Good Hair
- 2009 - Tommy and the Cool Mule
- 2010 - The Other Guys
- 2011 - The (R)evolution of Immortal Technique
- 2011 - Planet Rock: The Story of Hip-Hop and the Crack Generation
- 2012 - Something From Nothing: The Art Of Rap
- 2012 - Iceberg Slim: Portrait of a Pimp
- 2013 - Santorini Blue
- 2013 - Assaulted: Civil Rights Under Fire
- 2014 - Crossed the Line
- 2015 - What Now
- 2015 - The Ghetto
- 2017 - Bloodrunners

## Filmografia

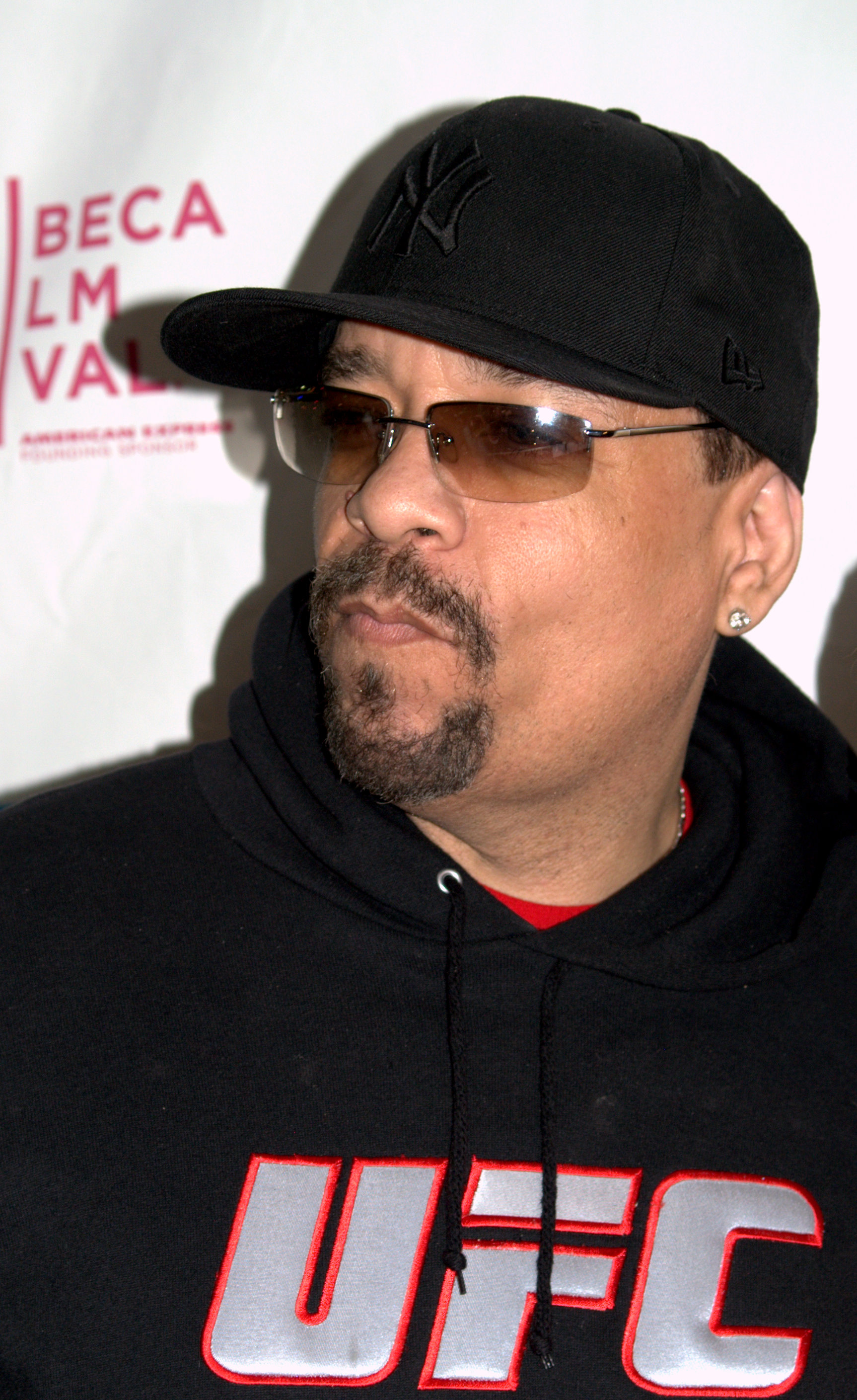
Ice T nel 2009 al Tribeca Film Festival

### Cinema
- Breakdance (Breakin), regia di Joel Silberg (1984)
- Breakdance 2 (Breakin' 2: Electric Boogaloo), regia di Sam Firstenberg (1984)
- New Jack City, regia di Mario Van Peebles (1991)
- Verdetto finale (Ricochet), regia di Russell Mulcahy (1991)
- I trasgressori (Trespass), regia di Walter Hill (1992)
- CB4, regia di Tamra Davis (1993)
- Poliziotti per caso (Who's the Man?), regia di Ted Demme (1993)
- Sopravvivere al gioco (Surviving the Game), regia di Ernest Dickerson (1994)
- Tank Girl, regia di Rachel Talalay (1995)
- Johnny Mnemonic, regia di Robert Longo (1995)
- Pistole sporche (Mean Guns), regia di Albert Pyun (1997)
- Party fatale (Below Utopia), regia di Kurt Voß (1997)
- Crociera di sangue (Final Voyage), regia di Jim Wynorski (1999)
- Alto tradimento (Stealth Fighter), regia di Jim Wynorski (1999)
- Leprechaun 5 (Leprechaun in the Hood), regia di Rob Spera (2000)
- Sonic Impact, regia di Rodney McDonald (2000)
- La rapina (3000 Miles to Graceland), regia di Demian Lichtenstein (2001)
- Il nostro Natale ('R XMas), regia di Abel Ferrara (2001)
- Ablazed - Fuoco sulla città (Ablazed), regia di Jim Wynorski (2001)
- Ticker - Esplosione finale (Ticker), regia di Albert Pyun (2001)
- Impatto letale (The Heist), regia di Kurt Voß (2001)
- Air Rage - Missione ad alta quota (Air Rage), regia di Fred Olen Ray (2001)
- I poliziotti di riserva (The Other Guys), regia di Adam McKay (2010)
- Clinton Road (2019)

### Televisione
- Saranno famosi (Fame) – serie TV, episodio 3x08 (1983)
- New York Undercover – serie TV, 3 episodi (1995)
- Swift - Il giustiziere (Swift Justice) – serie TV, episodio 1x06 (1996)
- L.A. Heat – serie TV, episodio 1x10 (1997)
- Omicidio a Manhattan (Exiled: A Law & Order Movie), regia di Jean deSegonzac – film TV (1998)
- V.I.P. – serie TV, episodi 1x22, 2x08 (1999)
- Law & Order - Unità vittime speciali (Law & Order: Special Victims Unit) – serie TV (2000-in corso)
- Law & Order - I due volti della giustizia (Law & Order) – serie TV, episodio 16x02 (2005)
- Sesamo apriti (Sesame Street) – sketch comedy, episodio 38x12 (2007)
- 30 Rock – serie TV, 3 episodi (2011-2013)
- Chicago P.D. – serie TV, 3 episodi (2014-2016)
- Younger – serie TV, episodio 2x11 (2016)
- Unbreakable Kimmy Schmidt – serie TV, episodio 2x12 (2016)
- Deadly Class – serie TV, episodio 1x05 (2019)
- Saturday Night Live – sketch comedy, episodi 44x17, 48x06 (2019-2022)
- Law & Order: Organized Crime – serie TV, episodi 2x05, 3x22 (2021-2023)

### Doppiatore
- Duckman – serie animata, episodio 4x11 (1997)
- Batman of the Future (Batman Beyond) – serie animata, episodio 2x01 (1999)
- Pupazzi alla riscossa (UglyDolls), regia di Kelly Asbury (2019)

#### Videogiochi
- Grand Theft Auto: San Andreas (2004)
- Gears of War 3 (2011)
- Borderlands 3 (2019)

## Doppiatori italiani
Nelle versioni in italiano nelle opere in cui ha recitato, Ice-T è stato doppiato da:
- Paolo Marchese in Law & Order - Unità vittime speciali, Law & Order - I due volti della giustizia, Law & Order: Organized Crime
- Roberto Draghetti in On the Edge, Chicago P.D., Law & Order - Unità vittime speciali (ridoppiaggio ep. 16x20)[7]
- Massimo Corvo in Leprechaun 5, Il nostro Natale
- Eugenio Marinelli in New Jack City
- Pasquale Anselmo in: Verdetto finale
- Alberto Caneva ne I trasgressori
- Francesco Pannofino in Sopravvivere al gioco
- Nino Prester in Johnny Mnemonic
- Sandro Sardone ne Il prezzo della fortuna
- Rodolfo Bianchi in Pistole sporche
- Diego Reggente ne I professionisti
- Edoardo Siravo in Unbreakable Kimmy Schmidt

Da doppiatore è sostituito da:
- Mario Cordova in I poliziotti di riserva
- Dodo Versino in Pupazzi alla riscossa

## Premi
- Nomination agli MTV Movie Awards del 1992